# El Lucero, Tamaulipas
El Lucero är en ort i Mexiko.   Den ligger i kommunen Aldama och delstaten Tamaulipas, i den centrala delen av landet, 400 km norr om huvudstaden Mexico City. El Lucero ligger 140 meter över havet och antalet invånare är 401.
Terrängen runt El Lucero är platt, och sluttar söderut. Runt El Lucero är det mycket glesbefolkat, med 7 invånare per kvadratkilometer. Närmaste större samhälle är Aldama, 5,6 km öster om El Lucero. Trakten runt El Lucero består till största delen av jordbruksmark.